# 맹성현
맹성현(孟成鉉, 1957년 ~ )은 대한민국의 컴퓨터과학자, 대학 교수이다. 현재 KAIST 전산학부 교수로 재직 중이며, 카이스트-마이크로소프트연구소 공동 연구협력센터 소장이다

## 생애
맹성현 교수는 미국 서던메소디스트 대학교에서 컴퓨터 사이언스 및 엔지니어링 분야 석사와 박사학위를 받은 후 미국 템플 대학교 조교수와 시라큐스 대학교 종신 교수를 역임했다. 충남대학교 교수를 거친 후 2003년부터 ICU 교수로 근무했으며, ICU가 카이스트에 흡수되면서 현재 카이스트 전산학부 교수로 재직 중이다.
2002년, 2008년 동 분야 최고 학술대회인 ACM SIGIR의 공동학술위원장을 맡았다.
맹성현 교수는 2006년 미국 마이크로소프트사 연구소 연구지원대상자에 선정되어 연구자금을 지원받았다. 맹성현 교수가 마이크로소프트사의 지원을 받아 연구한 분야는 신문기사와 같은 각종 대용량 데이터에서 사용자가 원하는 정보의 동향이나 의견까지 자동적으로 분석, 추적, 정리해주는 기술이다. 2007년 세계 최대의 IT기업인 미국 마이크로소프트(MS)사의 `2007 Global RFP(Request For Proposal) Award'를 수상했다.
ACM SIGIR 학술대회 프로그램위원장 2회를 비롯하여 정보 검색, 자연어 처리, 월드 와이드 웹과 관련된 여러 유수 학회들에서 프로그램 위원회 활동을 하였으며, 2008년에는 Microsoft Research로부터 ‘차세대 검색 - 시맨틱 컴퓨팅과 인터넷 경제학’ 영역에서 연구 제안의 우수성을 인정받아 아시아인 수상인 2명 중 한 명으로 선정되었다.
2010년 대한민국 정부로부터 세계 수준의 연구중심대학(WCU) 육성사업의 일환으로 IT 소프트웨어 분야에서 ‘웹사이언스 공학분야 창의적 인재양성’ 사업에 선정돼 대한민국에서 처음으로 ‘웹사이언스공학’이라는 학과를 개설하였다.
2011년에는 국제 협력을 통한 학교 발전 공로를 인정 받아 KAIST로부터 우수상을 수상하였다.
어휘의미론에 중점을 둔 자연어 처리 기술과 차세대 검색 기술을 바탕으로 경험 마이닝, 정보 추출과 같은 텍스트 마이닝 기술에 대한 연구를 중점적으로 수행하고 있으며, 2013년에는 《Experiential Knowledge Mining》을 제목으로 하는 영문 서적을 출간하였다.
KAIST 전산학과에서 교수로 적을 두면서 웹사이언스공학전공의 책임 교수직과 KAIST 국제협력처장직을 수행하였다.

## 학력
- 캘리포니아 주립 대학교 전산학 학사
- 서던메소디스트 대학교 대학원 전산학 석사
- 서던메소디스트 대학교 대학원 전산학 박사

## 경력
- 1987 ~ 1988년 미국 템플 대학교 조교수
- 1988 ~ 1994년 미국 시라큐스 대학교 교수
- 1994 ~ 2003년 충남대학교 교수
- 2003 ~ 2009년 한국정보통신대학교 교수
- 2005년 12월 ~ 2008년 8월 한국정보통신대학교 학술정보처 처장
- 2006년 11월 미국 마이크로소프트사 연구소 연구지원대상자 선정
- 2009년 3월 ~ 카이스트 전산학부 교수